# Lettera di credito stand-by
La lettera di credito "stand by" (stand-by letter of credit SBLC) è nata negli Stati Uniti come promessa di pagamento unilaterale allo scopo di essere utilizzata come cauzione per la corretta esecuzione di un contratto commerciale sottostante.
La forma utilizzata è quella di un credito documentario il cui utilizzo sia subordinato ad una presentazione di documenti estremamente semplificata o addirittura limitata alla sola esibizione della richiesta di pagamento da parte del beneficiario.
Essa viene utilizzata soprattutto dalle banche statunitensi per eludere la norma che "vieta" loro di emettere documenti "in forma di garanzia".

## Normativa
Pur avendo la forma di un credito documentario o di una lettera di credito, la lettera di credito stand-by è sostanzialmente una garanzia a prima richiesta e pertanto valgono per essa le incertezze normative che contraddistinguono in campo internazionale le cosiddette "garanzie autonome".
A partire dal 1º gennaio 1999 sono entrate in vigore in alcuni Paesi Anglosassoni delle norme della Camera di Commercio Internazionale denominate "ISP98" (International Standby Practices 1998).
Tuttavia queste norme riflettono soprattutto la prassi anglosassone in materia e non sono state ben accette dalle comunità bancarie europee - tra cui quella italiana e tedesca - che continuano a privilegiare il riferimento alle Norme ed Usi Uniformi relativi ai Crediti Documentari UCP 600 (Brochure n. 600) in uso dal 1º luglio 2007.

## Utilizzo
La lettera di credito stand-by, per la sua praticità e duttilità, viene largamente utilizzata non solo nel commercio internazionale ma anche come garanzia in operazioni di natura esclusivamente finanziaria.